# Yoshu Fukushu
Albums de Maximum the Hormone
Buiikikaesu
(2007)
Yoshu Fukushu (予襲復讐, Yoshū Fukushū) est le quatrième album du groupe de nu metal et de punk hardcore japonais Maximum the Hormone, sorti le 31 juillet 2013 sous le label VAP.

## Production
En 2011, la chanson Benjo Sandal Dance est utilisée pour une publicité de la marque de chewing-gum Stride, Evolution Rock. Le 2 juin, le groupe publie la vidéo de la chanson A-L-I-E-N, en tant que canular. La vidéo de la chanson-titre de l'album, Yoshū Fukushū, est publiée le 26 juillet 2013.
La pochette de l'album est créée par l'artiste Hideaki Fujii. Le mangaka illustrera une série relatant cette collaboration sur un scénario du guitariste, Ryo Kawakita, publiée dans le CoroCoro Aniki à partir du 27 juin 2017. 
Yoshu Fukushu sort le 31 juillet 2013. L'album est accompagné d'un livret contenant les commentaires du guitariste Ryo sur chacune des cinq chansons, suivi d'un manga de 156 pages.

## Accueil
Yoshu Fukushu est le premier album du groupe à atteindre la première place de l'Oricon après sa sortie, vendu à près de 157 000 copies lors de la première semaine d'exploitation, soit plus du double de l'album précédent, Buiikikaesu, sorti six ans plus tôt,. Il reste plus de trois semaines consécutives à la première place du classement en se vendant 216 000 exemplaires durant cette période.
Pour Patrick St. Michel du Japan Times, « Yoshu Fukushu prouve que ses membres savent se moquer d'eux-mêmes. Le quatuor a longtemps été rangé dans les cases « hardcore » et « nu-metal », plaçant le groupe en compagnie d'autres tels que Limp Bizkit ou Korn [...] Pourtant, Maximum The Hormone sait faire un clin d'œil à la caméra de temps en temps, et c'est ce qui fait le charme de Yoshu. Ce n'est pas une blague (les accords puissants et les cris prérequis sont toujours présents) mais tout cela est imprégné d'humour et de sensibilité pop ».

## Liste des pistes[8]
| 1.    | Yoshū Fukushū (予襲復讐)                                                                            | 5:13 |
| 2.    | Utsukushiki OP (Tsuki no Bakugekiki) (鬱くしきOP 〜月の爆撃機〜)                                    | 0:31 |
| 3.    | Utsukushiki Hitobito no Uta (鬱くしき人々のうた)                                                    | 4:38 |
| 4.    | Benjo Sandal Dance (便所サンダルダンス)                                                             | 4:04 |
| 5.    | Chu 2 the Beam (中2 ザ ビーム)                                                                      | 4:01 |
| 6.    | "F" (「F」)                                                                                         | 4:07 |
| 7.    | Tsume Tsume Tsume (爪爪爪)                                                                          | 4:35 |
| 8.    | Rock Oreimairi (3 Chord de Omae Full-bokko) (ロックお礼参り 〜3コードでおまえフルボッコ〜)          | 2:19 |
| 9.    | Unbelievable! (Suwomintsu Hokereiro Mifueho) (アンビリーバボー! 〜スヲミンツ ホケレイロ ミフエホ〜) | 3:35 |
| 10.   | A.L.I.E.N (え・い・り・あ・ん)                                                                      | 4:46 |
| 11.   | My Girl                                                                                             | 4:02 |
| 12.   | Mesubuta no Ketsu ni Binta (Kick mo) (メス豚のケツにビンタ (キックも))                              | 2:41 |
| 13.   | Beauty Killosseum (ビューティー殺シアム)                                                            | 5:22 |
| 14.   | Maximum the Hormone                                                                                 | 4:55 |
| 15.   | Koi no Sperm (恋のスペルマ)                                                                         | 5:37 |
| 60:00 | |      |

## Classement

### Album
| Année | Classement   | Position |
| ----- | ------------ | -------- |
| 2013  | Oricon Album | 1,       |